# Hugin (Schiff)
Koordinaten: 51° 19′ 43,8″ N, 1° 22′ 22,5″ O

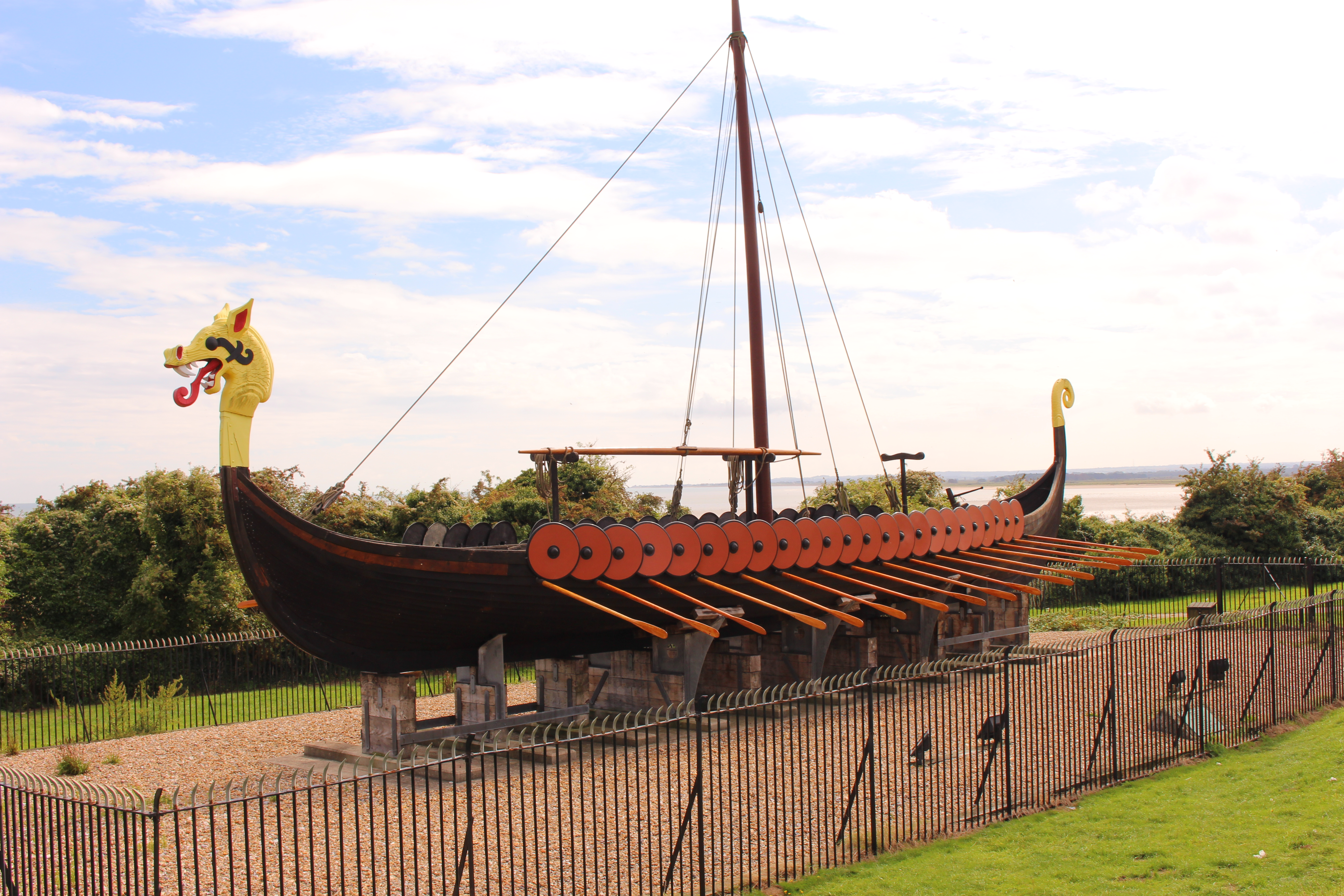
Die Hugin an der Küste von Cliffsend.

Die Hugin ist ein vor 1949 entstandener dänischer Nachbau des norwegischen Gokstad-Schiffs, der im Juli 1949 durch seine Fahrt von Dänemark nach England große Aufmerksamkeit erlangte. Das Schiff ist heute in Pegwell Bay in Kent ausgestellt.

## Englandfahrt
Mit einer Besatzung von 53 Dänen fuhr die Hugin im Juli 1949 von Jütland nach England, um an den 1500-Jahr-Feierlichkeiten zur Landung der Angelsachsen unter Hengest und Horsa in England im Jahr 449 teilzunehmen. Schiffsführer und einziger ausgebildeter Seemann war Navigator Peter Jensen. Das einzige nicht historische Ausrüstungsstück an Bord war ein Sextant. Ende Juli 1949 traf die Hugin in der Main Bay (später Viking Bay genannt) bei der Stadt Broadstairs ein, wobei es sich jedoch nicht um den überlieferten Ort der historischen Landung der Angelsachsen handelt; dies ist ein Strandabschnitt bei dem nahegelegenen Weiler Ebbsfleet. Von Broadstairs setzte sie ihre Fahrt über Ramsgate, Greenwich und Richmond nach London fort, wo sie am 1. August 1949 eintraf. Die Besatzung wurde vom Bürgermeister der Stadt London mit einem Mittagessen in der Guildhall empfangen. Es wurde bekannt gegeben, dass die Daily Mail die Hugin erworben habe und plane, sie den Städten Broadstairs und Ramsgate zu schenken. Die Hugin wurde auf ein Ausstellungsgelände in Pegwell Bay verbracht, wo sie am 29. Juli 1950 durch Prinz Georg von Dänemark an die Bürgermeister von Broadstairs und Ramsgate übergeben wurde. Dabei wurde durch Prinz Georg eine Bronzetafel enthüllt.

## Verbleib
Die Hugin ist in Pegwell Bay, bei der Ortschaft Cliffsend nahe Ramsgate, ausgestellt und öffentlich zugänglich. 2005 wurde sie auf dem Landweg zu einer auf die Restauration historischer Schiffe spezialisierten Reparaturwerft nach Gloucester verbracht, wie sie sechs Monate lang überholt wurde. Am 9. Juni 2005 kehrte sie auf ihren angestammten Platz zurück.

## Sonstiges
Die „Landung“ der Hugin und deren Besatzung in historischen Kostümen in Pegwell Bay anlässlich der feierlichen Übergabe an die Städte Broadstairs und Ramsgate wurde von der Wochenschau British Pathé aufgezeichnet. Ausschnitte daraus wurden 1965 in einer Folge der britischen Science-Fiction-Fernsehserie Doctor Who verwendet, die einen Wikingerüberfall darstellt.